# Коростово (Московская область)
Коростово — деревня в Московской области России. Входит в городской округ Красногорск. Население — 247 чел. (2010).

## География
Расположено в северо-восточной части округа, у истоков притока реки Банька — реке Синичке, в 11 км от МКАД, высота центра над уровнем моря 186 м. Ближайшие населённые пункты: примыкающие с юга Юрлово в 1,5 км на запад.
В деревне числятся 3 улицы

## История
В 1994—2005 годах деревня входила в Марьинский сельский округ Красногорского района, а с 2005 до 2017 года включалась в состав Отрадненского сельского поселения Красногорского муниципального района.

## Население
| 2002 | 2006 | 2010 |
| ---- | ---- | ---- |
| 56   | →56  | ↗247 |